# Champion incontesté
Un champion incontesté est un boxeur professionnel d'une catégorie de poids qui détient simultanément les titres mondiaux des quatre principales organisations de contestation : WBA, WBC, IBF et WBO,,,.
Par ailleurs, un boxeur qui détient au moins deux ceintures des organisations est appelé champion unifié,,.

## Historique
Seuls 11 hommes ont détenu les quatre ceintures en même temps :
1. Bernard Hopkins a unifié les quatre titres des poids moyens en septembre 2004.
2. Jermain Taylor a remporté les quatre titres des poids moyens de Hopkins en juillet 2005.
3. Terence Crawford a unifié les quatre titres des poids super légers en août 2017 et les quatre titres de poids welter en juillet 2023.
4. Oleksandr Usyk a unifié les quatre titres des poids lourds-légers lors du premier tournoi World Boxing Super Series en juillet 2018 et les quatre titres des poids lourds en mai 2024.
5. Josh Taylor a unifié les quatre titres des poids welters légers en mai 2021.
6. Canelo Álvarez a unifié les quatre titres des super-moyens en novembre 2021.
7. Jermell Charlo a unifié les quatre titres des poids moyens légers en mai 2022.
8. Devin Haney a unifié les quatre titres des poids légers en juin 2022.
9. Naoya Inoue a unifié les quatre titres des poids coqs en décembre 2022 et les quatre titres des poids super-coqs en décembre 2023.
10. Artur Beterbiyev a unifié les quatre titres des poids mi-lourds en octobre 2024.
11. Dmitri Bivol a unifié les quatre titres des poids mi-lourds en février 2025 en battant Artur Beterbiyev aux points lors du combat revanche.

Seules cinq femmes ont détenu les quatre ceintures et ont été championnes du monde incontestées. Claressa Shields a également unifié les quatre titre simultanément dans deux catégories :
1. Cecilia Brækhus a unifié les quatre titres des poids welters en septembre 2014.
2. Claressa Shields a unifié les quatre titres des poids moyens en avril 2019.
  - unifié les quatre titres des poids moyens légers en mai 2021
3. Katie Taylor a unifié les quatre titres légers en juin 2019
4. Jessica McCaskill a remporté les quatre titres des poids welters de Brækhus en août 2020.
5. Franchón Crews-Dezurn a unifié les quatre titres des super-moyens en avril 2022

En juin 2022, il y avait eu 32 combats avec les quatre ceintures en jeu.